# Bardowiek
Bardowiek est un village disparu situé dans le Land de Mecklembourg-Poméranie-Occidentale sur l'ancienne frontière interallemande. Le village a été rasé sur décision des autorités est-allemandes.
Il est situé dans l'arrondissement du Mecklembourg-du-Nord-Ouest à environ deux kilomètres des limites de la ville de Lübeck. Le poste qui abritait un transformateur électrique est la seule construction subsistante.